# María Teresa Tortonda Gordillo
María Teresa Tortonda Gordillo, née le 14 juillet 1970, est une femme politique espagnole membre du Parti populaire (PP).

## Biographie

### Vie privée
Elle est célibataire.

### Profession
Elle est diplômée en travail social et licenciée en sciences politiques et sociologie.

### Activités politiques
De 2003 à 2015, elle est députée à l'Assemblée d'Estrémadure et de 1999 à 2011, conseillère municipal de Villafranca de los Barros.
Le 26 juin 2016, elle est élue sénatrice pour Badajoz au Sénat.